# Gabriele Kolar

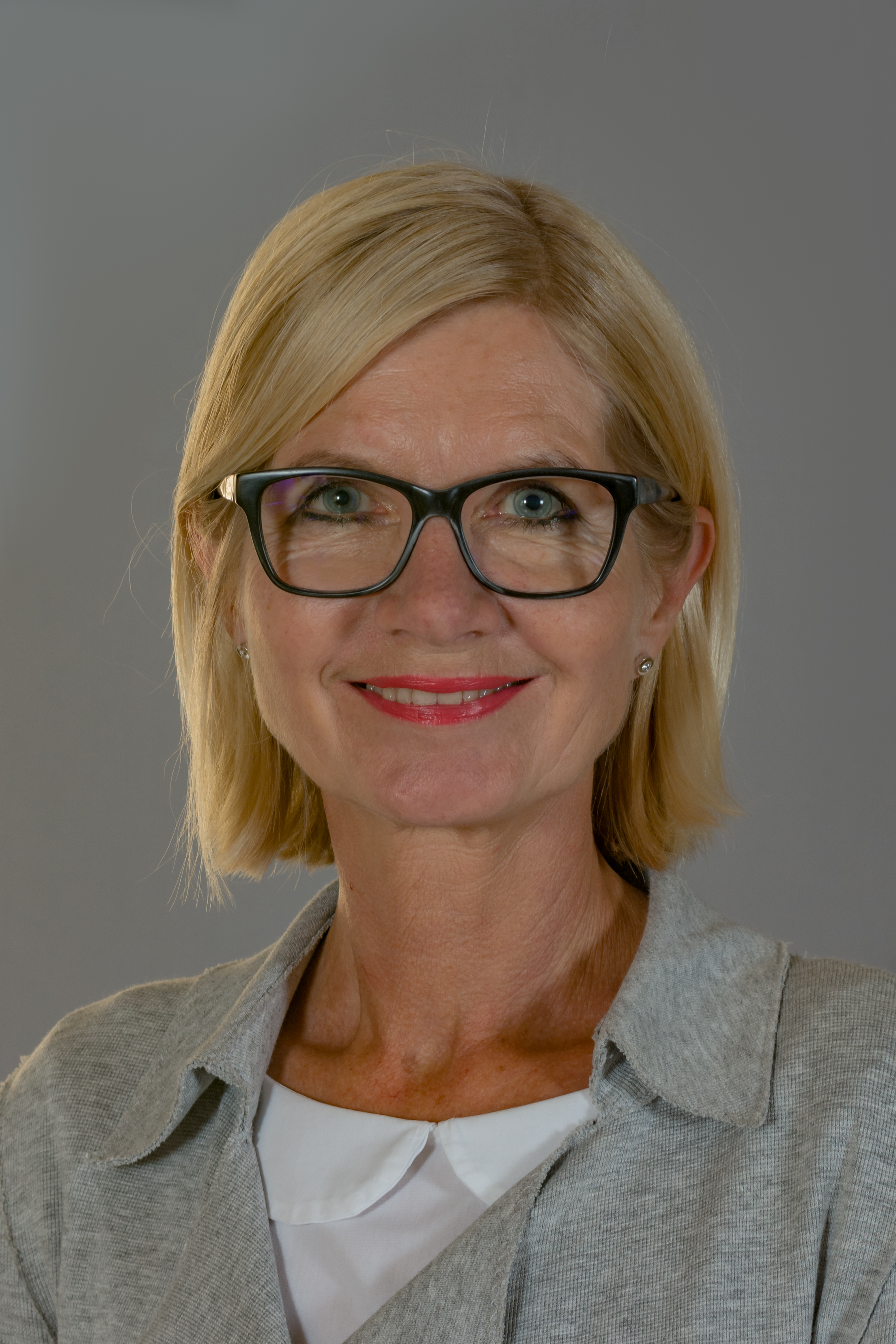
Gabriele Kolar, 2016

Gabriele Kolar (* 11. Dezember 1959 in Judenburg) ist eine österreichische Politikerin (SPÖ). Sie war vom 25. Oktober 2005 bis 18. Dezember 2024 Abgeordnete zum Steiermärkischen Landtag und von 2010 bis 2019 1. Vizebürgermeisterin der Stadt Judenburg. Vom 2. Juli 2019 bis zum 17. Dezember 2019 war sie Landtagspräsidentin, und vom 17. Dezember 2019 bis 18. Dezember 2024 Zweite Landtagspräsidentin. Seit dem 18. Dezember 2024 ist sie vom Landtag Steiermark entsandtes Mitglied des Bundesrates.

## Politische Karriere
Gabriele Kolar lebt in Judenburg und war von 2005 bis 2024 Abgeordnete zum Steiermärkischen Landtag und gab für diese politische Funktion ihren Beruf als Hauptschullehrerin auf. Seit dem 18. Dezember 2024 ist sie Mitglied des österreichischen Bundesrates. Sie ist zudem Mitglied des SPÖ Landesparteivorstandes, Mitglied des SPÖ Landesfrauenvorstandes und -Präsidiums, Mitglied im SPÖ Bundesfrauenvorstand, stellvertretende Regionsparteivorsitzende und Vorstandsmitglied der SPÖ Stadtpartei Judenburg sowie SPÖ-Regionsfrauenvorsitzende. Zudem hatte sie die Funktion der stellvertretenden Landesbildungsvorsitzenden inne. Kolar ist außerdem stellvertretende Großregionsvorsitzende der Obersteiermark West (ROW GmbH) sowie seit Oktober 2020 Beirätin im Landesvorstand des Bundes sozialdemokratischer AkademikerInnen Steiermark sowie Mitglied im Präsidium der Wirtschaftshilfe für Studierende Steiermark.
Des Weiteren war Gabriele Kolar von 2007 bis 2016 Bezirksvorsitzende der Volkshilfe Judenburg und von 2010 bis 2014 Mitglied im Präsidium der Bundesbildungsorganisation der SPÖ.
Von 23. Juni 2015 bis 2. Juli 2019 war Gabriele Kolar Obfrau des Landtags-Ausschusses für Umwelt-, Natur- und Tierschutz. Sie gab an, diese Themenbereiche auch in ihrer Amtszeit als Landtagspräsidentin schwerpunktmäßig behandeln zu wollen.
In der XVIII. Gesetzgebungsperiode des Landtages Steiermark war Gabriele Kolar vom 14. Jänner 2020 bis 18. Dezember 2024 Vorsitzende des Landtags-Ausschusses für Klimaschutz, Energie, Umwelt, Tier- und Naturschutz, Bau- und Raumordnung.